# انرژی تجدیدپذیر در استرالیا

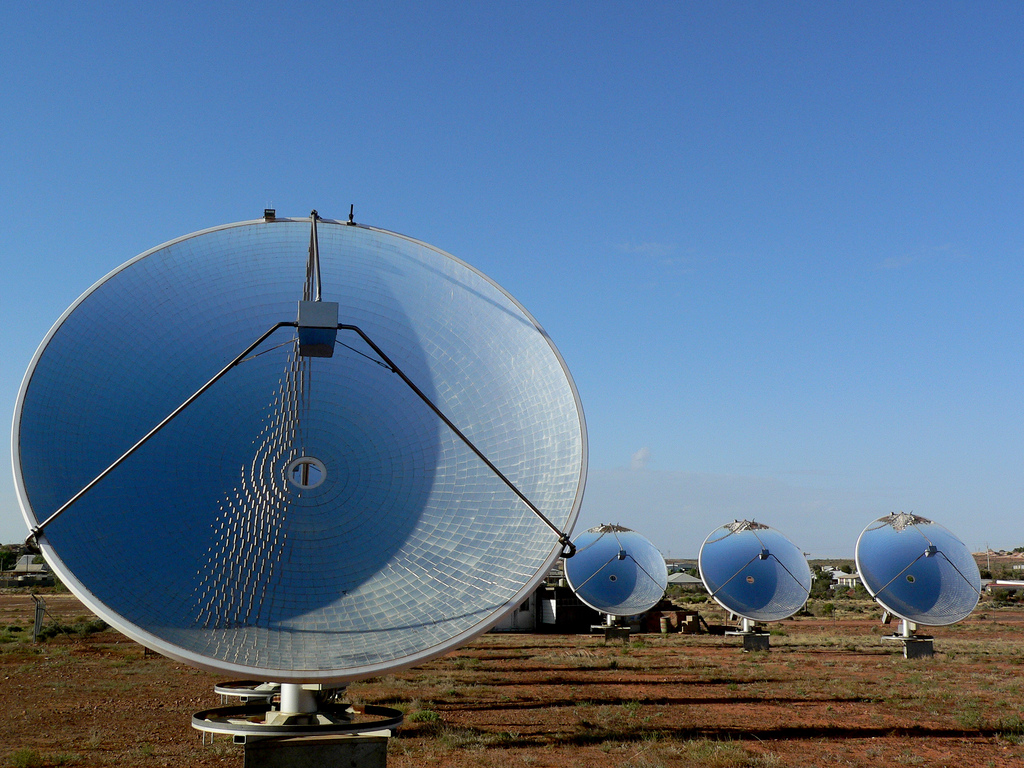
نیروگاه خورشیدی وایت کلیفس، اولین نیروگاه خورشیدی استرالیا که بین سال‌های ۱۹۸۱ و ۲۰۰۴ در حال فعالیت بود.

انرژی تجدیدپذیر در استرالیا عمدتاً مبتنی بر فناوری‌های تولید زیست‌توده، خورشیدی، بادی و برق آبی است. بیش از یک سوم کل برق تولید شده در استرالیا از طریق انرژی تجدیدپذیر است، نسبتی که مطابق با روندهای جهانی در حال افزایش است و هدف حذف تدریجی انرژی زغال‌سنگ تا قبل از سال ۲۰۴۰ را در پیش گرفته است. در سال ۲۰۲۱ استرالیا از نظر قیاس انرژی تجدیدپذیر از چین پیشی گرفت و تا تاریخ ۲۰۲۴ تقریباً به اتحادیه اروپا رسیده است، اما هنوز از آلمان که در سال ۲۰۰۴ از استرالیا پیشی گرفت بسیار عقب است. به‌طور خاص بخش انرژی نیروگاه خورشیدی پشت‌بامی و بادی از سال ۲۰۱۰ رشد پیدا کرده است.
این رشد توسط سیاست انرژی دولتی به منظور مقابله با روند تغییرات اقلیمی در استرالیا که توسط سوخت‌های فسیلی ایجاد شده است، ترغیب شده است. مزایا و معایب انواع مختلف انرژی تجدیدپذیر در حال بررسی است، و اخیراً آزمایشاتی در بخش هیدروژن سبز و انرژی موج صورت گرفته است.

استرالیا پیمان کیوتو را در سال ۲۰۰۷ تصویب کرد و در سال ۲۰۱۶ به یکی از طرف‌های توافقنامه پاریس درآمد، یک توافقنامه بین‌المللی که کشورهای عضو را ملزم به رسیدگی به تغییرات اقلیمی می‌کند. با این حال، میزان یارانه سوخت‌های فسیلی در استرالیا هنوز مورد بحث است. آژانس انرژی‌های تجدیدپذیر استرالیا (ARENA) به عنوان یک آژانس مستقل دولتی در سال ۲۰۱۲ برای بهبود رقابت پذیری فناوری‌های انرژی تجدیدپذیر و تشویق نوآوری در صنعت تأسیس شد.
از سال ۲۰۲۴، انرژی تجدیدپذیر به عنوان یک سرمایه‌گذاری مناسب در نظر گرفته شده است، و تعداد زیادی از شرکت‌ها در استرالیا، همچون بی‌پی سولار، یوروسولار، هیدرو تاسمانی، اوریجین انرژی و پاسیفیک بلو در این امر به فعالیت پرداخته‌اند.

## تدبیر دولت
توافق‌نامه‌های بین‌المللی
استرالیا در ماه دسامبر ۲۰۰۷، در دوره نخست‌وزیری کوین راد که به تازگی انتخاب شده بود، پیمان کیوتو را تصویب کرد. شواهد حاکی از آن است که استرالیا به اهداف مورد نظر این پروتکل دست خواهد یافت. استرالیا به خاطر نگرانی از دست دادن رقابت با آمریکا، که به این پیمان ملحق نشده بود، تا آن زمان این پروتکل را تصویب نکرده بود.

در ماه دسامبر ۲۰۱۶، استرالیا عضوی از توافق پاریس، توافقنامه بین‌المللی که کشورهای عضو را ملزم می‌کند تا به تغییرات اقلیمی رسیدگی کند، مبادرت به ارائه تعهدات کاهش آلودگی هوا (NDCs) کرد.
اهداف انرژی تجدیدپذیر

تولید برق تجدیدپذیر در استرالیا بر حسب منبع

یک هدف مبسوط انرژی تجدیدپذیر با حمایت وسیع مجلس استرالیا در روز ۲۰ اوت ۲۰۰۹ به تصویب رسید تا اطمینان یابد که سهم تأمین برق از طریق انرژی تجدیدپذیر تا سال ۲۰۲۰ به ۲۰ درصد می‌رسد. برای اطمینان از این امر، دولت فدرال متعهد شد تا هدف الزام‌آور انرژی تجدیدپذیر ۲۰۲۰ را از ۹۵۰۰ گیگاوات‌ساعت به ۴۵٬۰۰۰ گیگاوات‌ساعت افزایش دهد. برنامه‌ریزی شده بود تا این رویه تا سال ۲۰۳۰ ادامه یابد. این هدف‌گذاری از آن زمان، توسط دولت گیلارد در ژانویه ۲۰۱۱ با
معرفی هدف مبسوط ۴۵٬۰۰۰ گیگاوات‌ساعت انرژی تجدیدپذیر اضافی بین سال‌های ۲۰۰۱ و ۲۰۲۰، مورد بازنگری قرار گرفته است.

## بر حسب نوع
| فناوری انرژی تجدیدپذیر | ۲۰۱۶–۲۰۱۷ (پتاژول) | ۲۰۲۰–۲۰۲۱ (پتاژول) | تغییر (%) | سهم تجدیدپذیر ۲۰۲۰–۲۰۲۱ (%) |
| ---------------------- | ------------------ | ------------------ | --------- | --------------------------- |
| زیست‌توده               | ۲۰۵٫۴              | ۱۷۱٫۲              | −۱۶٫۷     | ۳۷٫۰                        |
| پسماند شهری و صنعتی    | ۲٫۶                | ۴٫۶                | ۷۶٫۹      | ۱٫۰                         |
| زیست‌گاز                | ۱۵٫۰               | ۱۸٫۰               | ۲۰٫۰      | ۳٫۹                         |
| زیست‌سوخت               | ۷٫۱                | ۶٫۲                | −۱۲٫۷     | ۱٫۳                         |
| آبی                    | ۵۸٫۶               | ۵۴٫۷               | −۶٫۷      | ۱۱٫۸                        |
| بادی                   | ۴۵٫۳               | ۸۸٫۳               | ۹۴٫۹      | ۱۹٫۱                        |
| فتوولتائیک خورشیدی     | ۲۹٫۱               | ۹۹٫۸               | ۲۴۳٫۰     | ۲۱٫۶                        |
| آب گرم خورشیدی         | ۱۵٫۷               | ۱۹٫۷               | ۲۵٫۵      | ۴٫۳                         |
| مجموع                  | ۳۷۸٫۷              | ۴۶۲٫۴              | ۲۲٫۱      | ۱۰۰٫۰                       |

زیست‌سوخت‌ها
از زیست‌توده می‌توان به صورت مستقیم برای تولید برق استفاده کرد، به عنوان مثال با سوزاندن پسماند نیشکر می‌توان به عنوان سوخت برای تولید انرژی حرارتی در کارخانه‌های قند بهره برد. از آن می‌توان برای تولید بخار در کاربردهای صنعتی، پخت‌وپز و گرمایش استفاده کرد. همچنین می‌توان آن را به زیست‌سوخت گازی یا مایع تبدیل کرد. در سال ۲۰۱۵، باگاس ۲۶٫۱ درصد یا ۲۵٬۱۰۰ گیگاوات‌ساعت (۹۰٫۲ پتاژول) از مصرف انرژی تجدیدپذیر استرالیا را به خود اختصاص داد در حالی که چوب و پسماند چوب ۲۶٫۹ درصد دیگر یا ۲۵٬۸۰۰ گیگاوات‌ساعت (۹۲٫۹ پتاژول) را تشکیل داد. بحث زیست‌توده برای تولید انرژی، موضوع یک گزارش دولت استرالیا در سال ۲۰۰۴ بود.
زیست‌سوخت تولید شده از گروه خوراکی‌ها، به خاطر افزایش قابل توجه قیمت خوراکی‌ها در اواسط سال ۲۰۰۸، بحث‌برانگیز شد و منجر به افزایش نگرانی پیرامون موضوع خوراک یا سوخت گردید. در استرالیا، سوخت اتانول را می‌توان از نیشکر یا غلات تولید کرد و در حال حاضر سه تولیدکننده تجاری در استرالیا وجود دارد که تمام آنها در کرانه شرقی قرار دارند. قوانین وضع شده، محدودیت ۱۰ درصدی را برای غلظت ترکیبات سوخت اتانول در نظر گرفته است. ترکیبات ۹۰ درصد بنزین بدون سرب و ۱۰ درصد سوخت اتانول، به‌طور معمول تحت عنوان یی۱۰ (E10) از آنها نام برده می‌شود که عمدتاً از طریق جایگاه‌های سرویس‌دهی تحت برندهای بی‌پی (BP)، کلتکس، شل و یونایتد در دسترس است. با مشارکت دولت کوئینزلند، سازمان کِین‌گِرُوِرز (Canegrowers) یک کمپین بیلبورد منطقه‌ای را برای ترویج صنعت سوخت‌های تجدیدپذیر راه‌اندازی کرد. زیست‌دیزل تولید شده از محصولات دانه‌های روغنی یا روغن پخت‌وپز بازیافتی، با توجه به وابستگی شدید کشور به حمل و نقل جاده‌ای و محبوبیت روزافزون خوروهای دیزلی کم مصرف، ممکن است دارای دورنمای بهتری نسبت به اتانول باشد.
| سال                           | ۲۰۱۳ | ۲۰۱۴ | ۲۰۱۵ | ۲۰۱۶ | ۲۰۱۷ | ۲۰۱۸ | ۲۰۱۹ | ۲۰۲۰ | ۲۰۲۱ | ۲۰۲۲ |
| ----------------------------- | ---- | ---- | ---- | ---- | ---- | ---- | ---- | ---- | ---- | ---- |
| تولید (GWh)                   | ۲۴۰۰ | ۲۴۰۰ | ۳۲۰۰ | ۳۶۰۸ | ۳۷۱۳ | ۳۴۱۲ | ۳۳۱۴ | ۳۱۶۴ | ۳۱۸۷ | ۳۱۸۱ |
| میزان درصد از انرژی تجدبدپذیر | ۶٫۹  | ۷٫۶  | ۹٫۱  | ۸٫۶  | ۹٫۷  | ۷٫۱  | ۶٫۰  | ۵٫۰  | ۴٫۳  | ۳٫۸  |
| میزان درصد از مجموع برق       | ۱٫۰۲ | ۱٫۰۲ | ۱٫۳۴ | ۱٫۴۹ | ۱٫۶۵ | ۱٫۵  | ۱٫۴  | ۱٫۴  | ۱٫۴  | ۱٫۴  |

انرژی زمین‌گرمایی
انرژی زمین‌گرمایی در استرالیا یک منبع طبیعی است که در حد وسیع به عنوان انرژی مورد استفاده قرار نمی‌گیرد. هر چند مکان‌های بالقوه و شناخته شده‌ای در نزدیکی مرکز کشور وجود دارد که فعالیت زمین‌گرمایی یافتنی است. چاه‌های زمین‌گرمایی تحقیقاتی، در جهت آزمایش به منظور وجود فعالیت زمین‌گرمایی با درجه حرارت بالا، حفر شده بودند و وجود چنین سطوح بالایی شناسایی شد. در نتیجه، پروژهایی در سال‌های بعد انجام خواهد شد و انتظار می‌رود تحقیقات بیشتری در موقعیت‌های دارای این پتانسیل انجام گیرد.
جنوب استرالیا به عنوان «بهشت صخره‌های داغ استرالیا» توصیف شده است و این نوع انرژی تجدیدپذیر فاقد انتشار کربن، تا سال ۲۰۳۰ می‌تواند حدود ۶٫۸ درصد از نیاز بار الکتریکی اصلی استرالیا را تأمین کند. طبق برآورد انجام گرفته توسط مرکز اقتصاد بین‌الملل، استرالیا دارای انرژی زمین‌گرمایی کافی برای سهیم شدن در تأمین برق این کشور، برای ۴۵۰ سال است.
هیدروژن سبز
سرمایه‌گذاری در تحقیقات مربوط به تولید هیدروژن سبز، توسط آژانس انرژی تجدیدپذیر استرالیا که یک آژانس مستقل دولت فدرال است، با فعالیت عمدتاً در ایالت استرالیای غربی تأمین شده است. در سال ۲۰۱۸، این آژانس اولین پروژه هیدروژن سبز در جانداکوت را با نام میکروگرید هیدروژن ای‌تی‌سی‌او (ATCO) تأمین مالی کرد. از انرژی خورشیدی برای جداسازی مولکول‌های هیدروژن از آب به منظور تولید هیدروژن تجدیدپذیر استفاده می‌شود. مجموع هزینه انجام گرفته برای این پروژه ۳٫۵۳ میلیون دلار بود که ۱٫۷۹ میلیون دلار آن توسط آژانس انرژی تجدیدپذیر استرالیا تأمین شد و ساخت پروژه در روز ۳۰ نوامبر ۲۰۱۹ به پایان رسید.
برق‌آبی

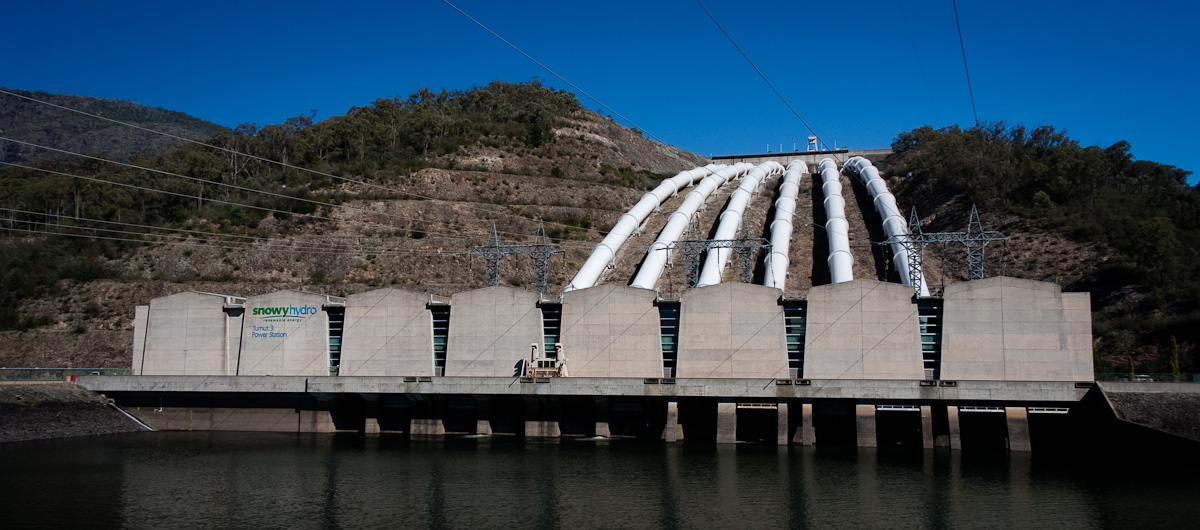
تومات ۳، بزرگ‌ترین ایستگاه برق‌آبی در استرالیا با ۱٬۸۰۰ مگاوات. بخشی از طرح کوه‌های برفی.

در سال ۲۰۲۲، بخش برق‌آبی ۱۹٫۷ درصد از تولید برق تجدیدپذیر استرالیا یا ۷٫۱ درصد از کل برق تولید استرالیا را برآورده کرد.
بزرگ‌ترین سیستم برق‌آبی در استرالیا طرح کوه‌های برفی است که بین سال‌های ۱۹۴۹ تا ۱۹۷۴ ساخته شد و شامل ۱۶ سد اصلی و ۷ نیروگاه اصلی است که مجموع ظرفیت تدلید برق آن ۳٬۸۰۰ مگاوات است. این طرح به‌طور متوسط ۴٬۵۰۰ گیگاوات‌ساعت (۱۶٬۰۰۰ تترا ژول) برق در سال تولید می‌کند.
برق‌آبی تاسمانی با ۳۰ نیروگاه و ۱۵ سد دارای مجموع ظرفیت تولید ۲٬۶۰۰ مگاوات است و به‌طور متوسط ۹٬۰۰۰ گیگاوات‌ساعت (۳۲٬۰۰۰ تتراژول) سالانه برق تولید می‌کند.
| سال                               | ۲۰۱۳  | ۲۰۱۴  | ۲۰۱۵  | ۲۰۱۶  | ۲۰۱۷  | ۲۰۱۸  | ۲۰۱۹  | ۲۰۲۰  | ۲۰۲۱  | ۲۰۲۲  |
| --------------------------------- | ----- | ----- | ----- | ----- | ----- | ----- | ----- | ----- | ----- | ----- |
| تولید (گیگاوات‌ساعت)               | ۱۹۲۴۳ | ۱۴۵۵۵ | ۱۴۰۴۶ | ۱۷۷۴۷ | ۱۲۹۲۰ | ۱۷۰۰۲ | ۱۴۱۶۶ | ۱۴۶۳۸ | ۱۶۱۲۸ | ۱۶۵۳۷ |
| مقدار درصد از برق انرژی تجدیدپذیر | ۵۵٫۴  | ۴۵٫۹  | ۴۰٫۱  | ۴۲٫۳  | ۳۳٫۹  | ۳۵٫۲  | ۲۵٫۷  | ۲۳٫۳  | ۲۱٫۶  | ۱۹٫۷  |
| مقدار درصد از کل تولید برق        | ۸٫۲   | ۶٫۲   | ۵٫۹   | ۷٫۳   | ۵٫۷   | ۷٫۵   | ۶٫۲   | ۶٫۴   | ۷٫۰   | ۷٫۱   |

فتوولتائیک خورشیدی
در سال ۲۰۲۲، بخش انرژی خورشیدی حدود ۴۱ درصد از برق تجدیدپذیر استرالیا را برآورده کرد و حدود ۱۴٫۷ درصد از کل برق استرالیا را تأمین کرد. دوازده نیروگاه خورشیدی جدید مقیاس بزرگ (بیش از ۵ مگاوات) با کل ظرفیت ۸۴۰ مگاوات در سال ۲۰۲۱ سفارش داده شد که کل ظرفیت نامی مقیاس بزرگ را به حدود ۶٫۵ گیگاوات رساند. تا پایان سال ۲۰۲۲، ۴۸ نیروگاه خورشیدی مقیاس بزرگ یا در مرحله ساخت بودند یا اینکه در سطح ملی برای آنها تعهدات مالی انجام گرفته بود.
بخش نیروگاه خورشیدی مقیاس کوچک (کمتر از ۱۰۰ کیلووات)، با تولید ۶۳ درصد از مجموع برق ارسالی به شبکه (۲۱٬۷۲۶ گیگاوات‌ساعت یا ۷۸٬۲۱۰ تتراژول از کل ۳۴٬۴۴۶ گیگاوات‌ساعت یا ۱۲۴٬۰۱۰ تتراژول)، سهم عمده در مجموع برق خورشیدی تولیدی استرالیا را در اختیار داشت.
در ماه دسامبر ۲۰۲۲، بیش از ۳٫۳۶ میلیون چیدمان‌های فتوولتائیک خورشیدی در مجموع دادای ظرفیت ۲۹٬۶۸۳ مگاوات بودند که ۳٬۹۲۲ مگاوات آن طی ۱۲ ماه اخیر نصب شده بود.
| سال                         | ۲۰۱۳ | ۲۰۱۴ | ۲۰۱۵ | ۲۰۱۶ | ۲۰۱۷ | ۲۰۱۸  | ۲۰۱۹  | ۲۰۲۰  | ۲۰۲۱  | ۲۰۲۲  |
| --------------------------- | ---- | ---- | ---- | ---- | ---- | ----- | ----- | ----- | ----- | ----- |
| تولید (گیگاوات‌ساعت)         | ۳۸۲۰ | ۴۹۵۲ | ۵۹۳۱ | ۷۶۵۹ | ۸۶۱۵ | ۱۱۶۹۴ | ۱۸۱۲۶ | ۲۲۵۱۰ | ۲۸۵۶۱ | ۳۴۴۴۶ |
| مقدار درصد از برق تجدیدپذیر | ۱۱٫۰ | ۱۵٫۶ | ۱۶٫۹ | ۱۸٫۳ | ۲۲٫۶ | ۲۴٫۲  | ۳۲٫۹  | ۳۵٫۸  | ۳۸٫۳  | ۴۱٫۰  |
| مقدار درصد از کل برق        | ۱٫۶  | ۲٫۱  | ۲٫۵  | ۳٫۲  | ۳٫۸  | ۵٫۲   | ۷٫۸   | ۹٫۹   | ۱۲٫۴  | ۱۴٫۷  |

انرژی حرارتی خورشیدی
آب گرمکن خورشیدی
استرالیا فناوری‌های پیشگام بخش حرارتی خورشیدی را توسعه داده است ولی تنها به مقدار کمی از آنها به صورت کاربردی بهره می‌برد. آب گرم کن خورشیدی خانگی رایج‌ترین فناوری حرارتی خورشیدی است. در طی دهه ۱۹۵۰، سازمان پژوهش‌های علمی و صنعتی همسود استرالیا پژوهش پیشگام جهان در آب گرمکن‌های خورشیدی صفحه تخت را انجام داد. صنعت تولید آب گرمکن خورشیدی که متعاقباً در استرالیا تأسیس شد و بخش زیادی از محصولات تولید شده را صادر کرد. چهار کارخانه آغازین در این حوزه هنوز در حال فعالیت هستند و بخش‌های تولیدی اکنون به ۲۴ شرکت افزایش یافته است. با وجود منبع عالی خورشید، در سال ۲۰۰۶ حضور آب گرمکن خورشیدی در بازار خانگی استرالیا تنها حدود ۵ درصد بود، وفق اینکه بیشترین فروش به مسکن‌های جدید اختصاص داشت.
انرژی حرارتی خورشیدی
مرکز ملی انرژی خورشیدی سازمان پژوهش‌های علمی و صنعتی همسود در نیوکاسل نیو ساوت ولز منزلگاه یک سیستم دریافت کننده مرکزی خورشیدی به ظرفیت ۵۰۰ کیلووات (حرارتی) و یکی دیگر به ظرفیت ۱٫۵ مگاوات (حرارتی) که برای فعالیت‌های مربوط به تحقیق و توسعه از آنها استفاده می‌شود.
انرژی بادی

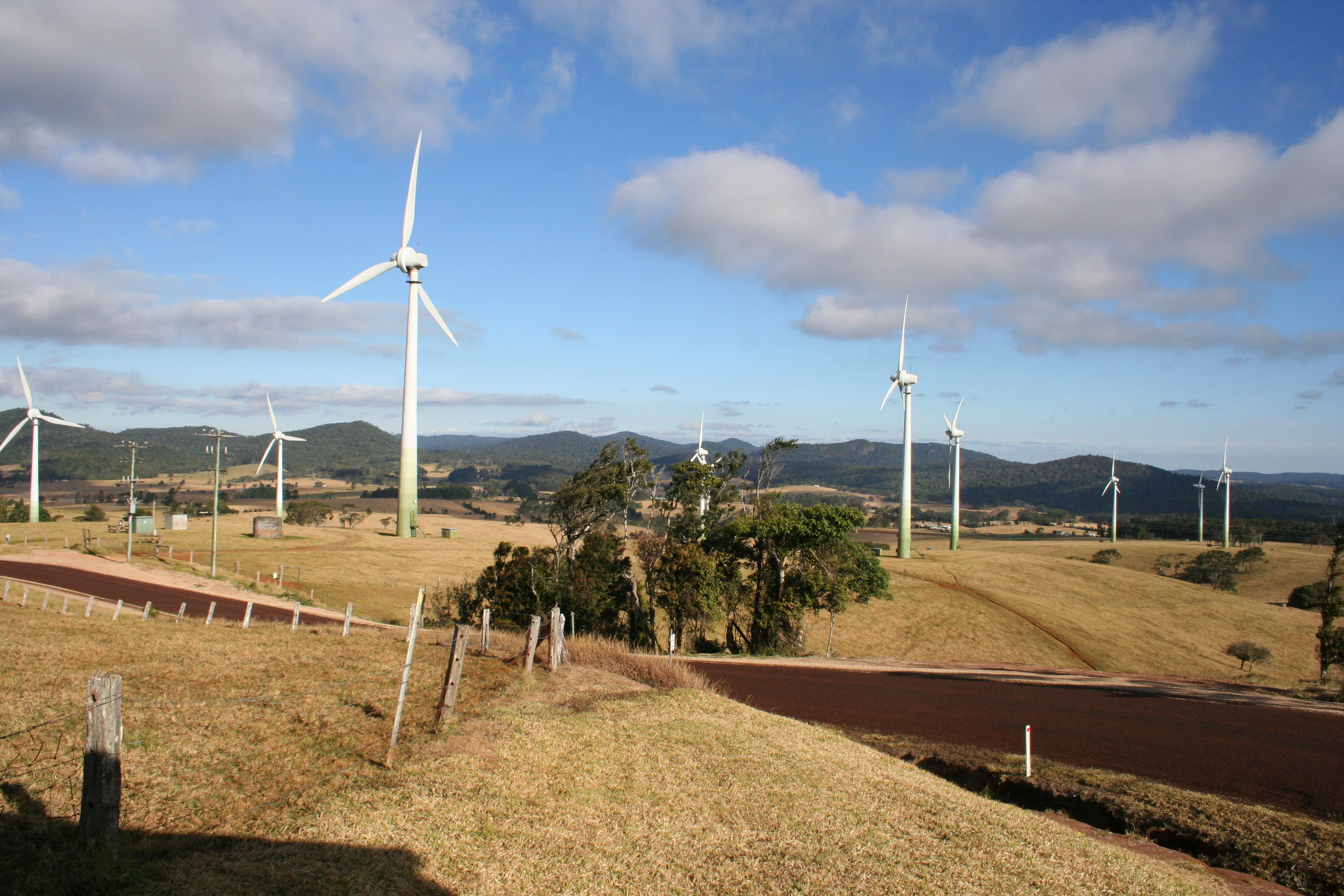
نیروگاه بادی ویندی هیل، آترتون تیبل‌لندز، کوئینزلند

در سال ۲۰۲۲، انرژی بادی حدود ۳۵٫۶ درصد از برق تجدیدپذیر استرالیا و حدود ۱۲٫۸ درصد از کل برق این کشور را تأمین کرد. سفارش ساخت هشت نیروگاه بادی جدید در سال ۲۰۲۲ داده شد که مجموع ظرفیت آنها ۱٬۴۱۰ مگاوات بود و مجموع ظرفیت نامی این بخش را به بیش از ۱۰٫۵ گیگاوات می‌رساند. در پایان سال ۲۰۲۲، ۱۹ نیروگاه بادی با ظرفیت تجمعی ۴٫۷ گیگاوات در دست ساخت بود یا تأمین مالی ملی آنها صورت گرفته بود.
بیشترین توسعه انرژی بادی در ویکتوریا انجام گرفته است که در سال ۲۰۲۱، ۸٬۶۵۵ گیگاوات‌ساعت (۳۱٬۱۶۰ تتراژول) تولید داشت، بعد از آن استرالیای جنوبی با تولید ۵٬۴۰۸ گیگاوات‌ساعت (۱۹٬۴۷۰ تتراژول) قرار داشت، در مراتب بعد نیو ساوت ولز با تولید ۵٬۳۸۴ گیگاوات‌ساعت (۱۹٬۳۸۰ تتراژول)، استرالیای غربی با تولید ۳٬۴۰۷ گیگاوات‌ساعت (۱۲٬۲۷۰ تتراژول)، تاسمانی با تولید ۱٬۸۵۹ گیگاوات‌ساعت (۶٬۶۹۰ تتراژول) و کوئینزلند با تولید ۱٬۷۷۲ گیگاوات‌ساعت (۶٬۳۸۰ تتراژول) قرار داشتند.
بزرگ‌ترین نیروگاه بادی در استرالیا نیروگاه بادی استاک‌یارد هیل با ظرفیت ۵۳۰ مگاوات است که در سال ۲۰۲۲ راه‌اندازی شد. این نیروگاه از لحاظ ظرفیت از نیروگاه بادی کوپرز گپ با ظرفیت ۴۵۳ مگاوات پیشی گرفت.
| رتبه | نام                        | ظرفیت (MW) | سفارش |
| ---- | -------------------------- | ---------- | ----- |
| ۱    | نیروگاه بادی استاک‌یارد هیل | ۵۳۲        | ۲۰۲۲  |
| ۲    | نیروگاه بادی کوپرز گپ      | ۴۵۳        | ۲۰۲۱  |
| ۳    | نیروگاه بادی مک‌آرتور       | ۴۲۰        | ۲۰۱۲  |
| ۴    | نیروگاه بادی داندونل       | ۳۳۶        | ۲۰۲۱  |
| ۵    | نیروگاه بادی مورابول       | ۳۲۱        | ۲۰۲۲  |

| سال                         | ۲۰۱۳ | ۲۰۱۴ | ۲۰۱۵  | ۲۰۱۶  | ۲۰۱۷  | ۲۰۱۸  | ۲۰۱۹  | ۲۰۲۰  | ۲۰۲۱  | ۲۰۲۲  |
| --------------------------- | ---- | ---- | ----- | ----- | ----- | ----- | ----- | ----- | ----- | ----- |
| تولید (گیگاوات‌ساعت)         | ۹۲۵۹ | ۹۷۷۷ | ۱۱۸۰۲ | ۱۲۹۰۳ | ۱۲۸۷۳ | ۱۶۱۷۱ | ۱۹۴۸۷ | ۲۲۶۰۵ | ۲۶۸۰۴ | ۲۹۸۹۲ |
| مقدار درصد از برق تجدیدپذیر | ۲۶٫۶ | ۳۰٫۹ | ۳۳٫۷  | ۳۰٫۸  | ۳۳٫۸  | ۳۳٫۵  | ۳۵٫۴  | ۳۵٫۹  | ۳۵٫۹  | ۳۵٫۶  |
| مقدار درصد از مجموع برق     | ۳٫۹  | ۴٫۲  | ۴٫۹   | ۵٫۳   | ۵٫۷   | ۷٫۱   | ۸٫۵   | ۹٫۹   | ۱۱٫۷  | ۱۲٫۸  |

## ادبیات آکادمیک
استرالیا پتانسیل بسیار بالایی در انرژی تجدیدپذیر دارد. بنابراین، گذار به سیستم انرژی تجدیدپذیر در ارزیابی و سنجش مقالات توسط متخصصان وارد یک حرکت شتابی شده است. در میان آنها چندین مطالعه امکان گذار به یک سیستم برق تجدیدپذیر صد در صدی را بررسی کرده‌اند که هم عملی و هم از نظر اقتصادی و زیست‌محیطی برای مبارزه با گرمایش جهانی مفید است.